# Просянка (річка)
Просянка, Прусянка (також Кам'яноватка, Кам'януватка) — річка в Україні, у Черкаському районі Черкаської області. Права притока Тясмину (басейн Дніпра).

## Опис
Довжина річки 14 км, похил річки — 2,7 м/км. Площа басейну 80,7 км².

## Розташування
Бере початок у селі Михайлівка (колишнє Пруси). Спочатку тече на південний захід, потім на південний схід через Пляківку і у селі Ревівка впадає у річку Тясмин, праву притоку Дніпра.
Річку перетинають автошлях Н01 і залізниця. За 300 метрів на північний схід від гирла Кам'януватки розташований зупинний пункт Пляківка.